# San Giustino
San Giustino là một đô thị ở Tỉnh Perugia trong vùng Umbria, có khoảng cách khoảng 50 km về phía tây bắc của Perugia. Tại thời điểm ngày 31 tháng 12 năm 2004, đô thị này có dân số 10.696 người và diện tích là 80,7 km².
Đô thị San Giustino có các frazioni (các đơn vị cấp dưới, chủ yếu là các làng) Celalba, Cospaia, Selci-Lama, và Uselle-Renzetti.
San Giustino giáp các đô thị: Borgo Pace, Citerna, Città di Castello, Mercatello sul Metauro, Sansepolcro.